# 謝洛美·保定
热罗姆·阿杰尼姆·博阿滕（德語：Jérôme Agyenim Boateng，發音：[ʒeˈʁoːm bo.aˈtɛŋ]；1988年9月3日—）是一名德國職業足球員，司職後衛，有德國和加納雙重國籍，現效力於奥地利足球超级联赛球會林茨。他是前德國國家足球隊隊員。

## 足球事業

### 球會

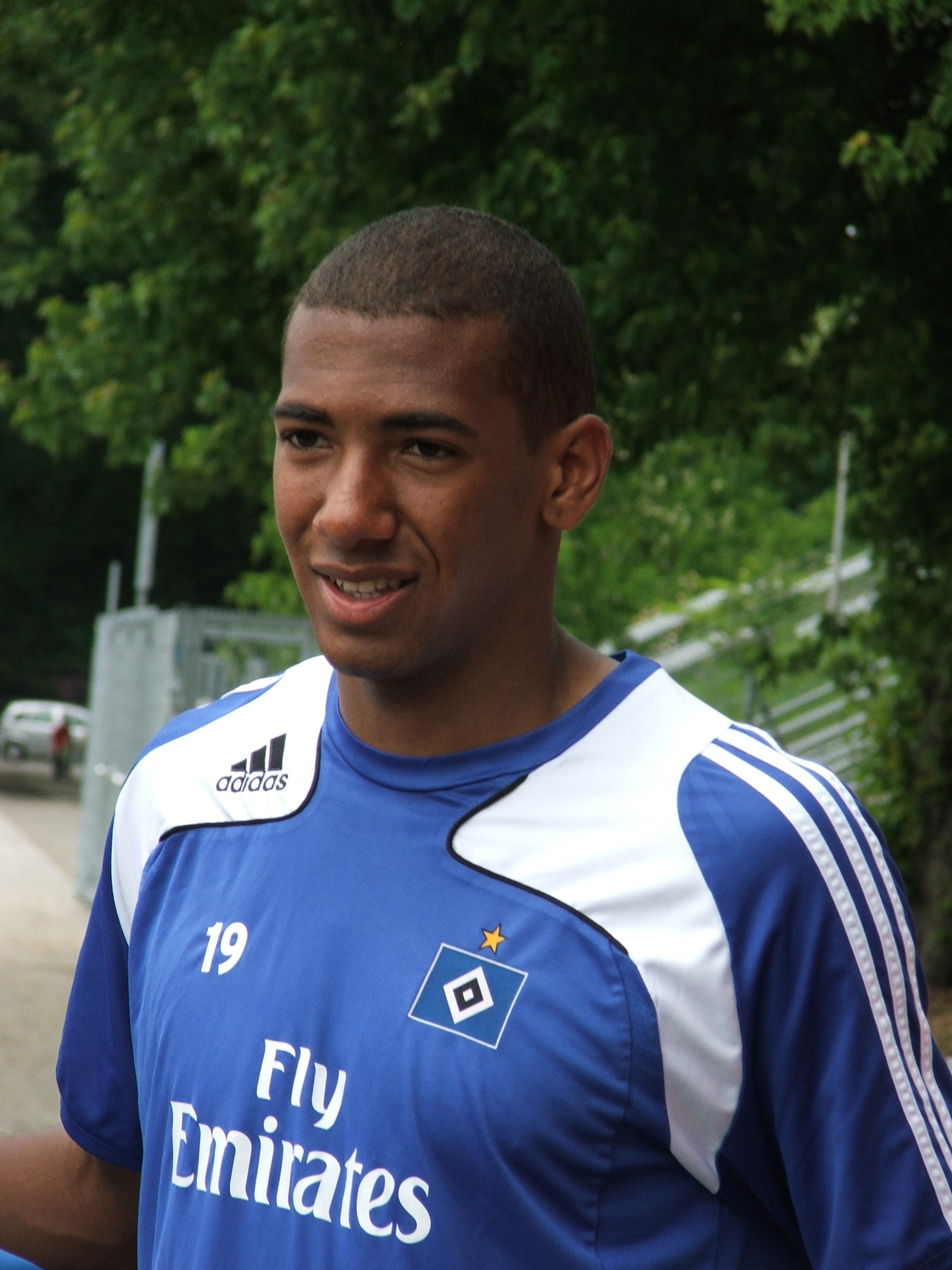
2009年效力漢堡時期的保定。

2002年7月1日，保定13歲時離開了柏林普鲁士网球俱乐部，進入了哈化柏林的青訓，他一直效力哈化柏林至2007年8月22日。踢了一季預備組賽事後，保定於2007年1月31日正式升上一隊，在對漢諾威的賽事中首次代表一隊上陣。其後，保定成為球隊的主力，當時他仍未滿18歲。
2007年夏季，保定被傳與漢堡足球俱樂部連繫。因此，據德國媒體報導，保定一直沒有與哈化柏林簽訂5年球員合約。最終，保定於2007年8月22日轉會至漢堡，轉會費約1,100萬歐元。在漢堡渡過兩個成功球季後，於2010年6月5日證實追隨前隊友及加盟英超豪門曼城，簽約五年，轉會費達到1,250萬歐元。
2011年7月18日，保定由英超球會曼城轉投德甲班霸拜仁慕尼黑，轉會費金額沒有透露，合約為期四年。

### 國家隊
保定曾代表德國U16、U17及U19國家足球隊。2007年7月5日，保定首次被召入U19國家隊參加奧地利主辦的歐洲U-19足球錦標賽。之後他成為了2009年U21歐洲國家盃冠軍隊的正選中堅。在2009年10月10日的2010年世界盃外圍賽，保定以正選上陣，首次代表德國國家足球隊對戰俄羅斯 ，但在第69分鐘領第二面黃牌被罰紅牌離場。
2014年世界杯，博阿滕作为德国队主力中后卫，多场比赛首发中场，并随德国队夺得世界杯冠军。
2018年，博阿滕隨隊出戰俄羅斯世界盃，於對瑞典一役第82分鐘再次領第二面黃牌被罰紅牌離場，最終德國國家隊三戰一勝二負，首次於分組賽便出局。
2019年3月，德国主帅勒夫宣布不再征召博阿滕进入德国国家队。

## 個人生活
謝洛美·保定的父親是加納人，而母親是德國人，曾效力AC米蘭與巴塞隆納的奇雲·保定是他同父異母的哥哥，但是兩人選擇代表不同的國家隊。
2015年歐冠四強時在禁區被美斯假動作晃倒導致失分一時蔚為笑談，本人不介意因此事被嘲笑，他認為被球王等級的梅西騙過並不丟臉，因為世界上沒有人能一對一守住梅西。於2020年的歐冠八強賽，兩隊再次對壘，這場比賽博阿滕數次對陣梅西表現出色，沒有任何一次被突破，但換成蘇亞雷斯以假動作晃倒了博阿滕後得分，但這球最後不影響拜仁以8-2的懸殊比數大勝晉級。
2019年9月，博阿滕因涉嫌攻击他的前伴侣而被控袭击並接受调查。

## 榮譽
曼城
- 英格蘭足總盃：2011

 拜仁慕尼黑
- 德国足球冠军：2012–13、2013–14、2014–15、2015–16、2016–17、2017–18、2018–19、2019–20、2020–21
- 德国杯：2013、2014、2016、2019、2020
- 德國超級盃：2012、2016、2017、2018、2020
- 欧洲冠军联赛：2013、2020
- 欧洲超级杯冠军：2013、2020
- 國際足協世界冠軍球會盃冠军：2013、2020

 德国 U21
- 歐洲U-21足球錦標賽冠军：2009[15]

 德国
- 世界盃：2014[16]

## 外部連結
- 漢堡 謝洛美·保定檔案 （德文）
- 德甲 謝洛美·保定檔案（页面存档备份，存于） （德文）
- Fussballdaten.de 謝洛美·保定數據（页面存档备份，存于） （德文）